# トップランナー
『トップランナー』（Top Runner）は、NHKで放送されていたトーク番組である。1997年4月4日放送開始。
2007年、放送開始10周年を迎えた。2011年3月26日の放送をもって放送終了となった。

## 概要
それまで放送されていた『土曜ソリトン SIDE-B』（1995年度）、『ソリトン』（1996年度）の流れを汲む、若者向けトーク番組としてスタート。
大江千里（ミュージシャン）、山本太郎（俳優（当時）、2025年時点では参議院議員）など異色の司会者を抜擢。ミュージシャン、歌手、俳優、芸術家、作家、アスリートなどその時において旬・話題の著名人を毎回1人（1組）ゲストに迎えて収録されている。
なお、第3・4代の司会を務めた本上まなみは2006年に妊娠、同年末に女児を出産。このため同年内の放送分を最後に一旦番組を休み、過去に司会をしていた益子直美とはながその代理を務めた。
2005年度よりハイビジョン放送を開始。

## 放送時間
| 期間             | 本放送               | 再放送               | BS2             |
| ---------------- | -------------------- | -------------------- | --------------- |
| 1997年度         | 総合 金曜23:45-24:29 | -                    | -               |
| 1998年度         | 総合 金曜23:45-24:29 | -                    | -               |
| 1999年度         | 総合 金曜23:45-24:29 | -                    | 月曜16:00-16:44 |
| 2000年度         | 総合 木曜23:00-23:44 | -                    | 金曜14:15-14:59 |
| 2001年度         | 総合 木曜23:00-23:44 | -                    | 木曜15:00-15:44 |
| 2002年度         | 放送休止             | 放送休止             | 放送休止        |
| 2003年度         | 教育 木曜24:00-24:44 | -                    | -               |
| 2004年度         | 教育 日曜19:00-19:44 | 教育 木曜24:00-24:44 | 火曜26:00-26:44 |
| 2005年度         | 教育 日曜19:00-19:44 | 教育 木曜24:00-24:44 | 火曜26:30-27:14 |
| 2006年4月 - 12月 | 教育 日曜19:00-19:44 | 総合 木曜24:00-24:44 | 金曜17:00-17:44 |
| 2007年1月 - 3月  | 教育 日曜19:00-19:44 | 総合 木曜24:00-24:44 | 火曜15:45-16:29 |
| 2007年度         | 教育 土曜23:00-23:44 | 総合 木曜24:10-24:54 | 火曜15:45-16:29 |
| 2008年度前期     | 総合 月曜24:10-24:49 | 教育 土曜25:35-26:14 | 火曜15:45-16:24 |
| 2008年度後期     | 総合 月曜24:10-24:49 | 教育 金曜25:00-25:39 | 火曜15:45-16:24 |
| 2009年度         | 総合 金曜24:10-24:54 | -                    | 火曜27:00-27:44 |
| 2010年度         | 総合 土曜23:30-23:59 | -                    | 月曜16:30-16:59 |

当初は総合テレビで金曜日の23:45から24:30の45分枠で、2000年3月30日からは木曜日23:00から23:45の枠で放送されていたが2002年3月14日を以って一旦番組は終了。その後2003年4月10日より教育テレビに移り、日曜19:00からの枠（2007年度は土曜23:00）で放送が再開された。再放送も長年教育テレビで行われていたが、24時間放送の一旦廃止に伴い2006年4月から総合テレビに変更され、実質的には4年ぶりに総合テレビで放映再開となった。
2008年4月7日から6年ぶりに本放送を総合テレビに戻し、再放送も2年ぶりに教育テレビに戻した。10月以降、地球温暖化対策による教育テレビの休止時間拡大が実行されるため、再放送が土曜深夜1:35から金曜深夜1:00に35分繰り上げ、枠移動となった。これにより、近畿地区では再放送がなくなり、本放送とBS2のみでの放送となる。
2009年度から、9年ぶりに本放送が金曜日の放送になり、原則最終週は「爆笑オンエアバトル」を放送する。また、教育テレビでの再放送が近畿地区以外でも行われなくなった。
2010年度から3年ぶりに土曜日の放送になり、放送時間が44分から29分に短縮された。

## 歴代出演者

### 司会者・ナレーター
| 期間      | 期間       | 司会者       | 司会者        | ナレーター   |
| 期間      | 期間       | 男性         | 女性          | ナレーター   |
| --------- | ---------- | ------------ | ------------- | ------------ |
| 1997.4.4  | 2001.4.5   | 大江千里     | 益子直美      | 武居“M”征吾  |
| 2001.4.12 | 2002.3.14  | 田辺誠一     | はな          | クリス智子   |
| 2002.4.1  | 2003.3.28  | （放送休止） | （放送休止）  | （放送休止） |
| 2003.4.10 | 2005.3.13  | 武田真治     | 本上まなみ    | 田中敦子     |
| 2005.4.10 | 2006.12.24 | 山本太郎     | 本上まなみ    | 永島由子     |
| 2007.1.14 | 2007.3.18  | 山本太郎     | 益子直美 はな | 永島由子     |
| 2007.4.7  | 2008.3.22  | 山本太郎     | 本上まなみ    | 永島由子     |
| 2008.4.7  | 2009.3.16  | 箭内道彦     | SHIHO         | 海老原由佳   |
| 2009.4.3  | 2010.3.12  | 箭内道彦     | SHIHO         | 前野智昭     |
| 2010.4.3  | 2011.3.26  | 箭内道彦     | 田中麗奈      | 前野智昭     |

### ゲスト
トーク番組とは縁の薄いゲストが多く登場しているのも特徴となっている。
| 1997年 放送リスト | 1997年 放送リスト | 1997年 放送リスト                | 1997年 放送リスト            |
| 放送回            | 放送日            | ゲスト                           | 肩書き（放送当時）・備考     |
| ----------------- | ----------------- | -------------------------------- | ---------------------------- |
| 第1回             | 4月4日            | 辻仁成                           | 作家・ミュージシャン         |
| 第2回             | 4月11日           | 畑山隆則                         | プロボクサー                 |
| 第3回             | 4月18日           | 姜建華                           | 二胡奏者                     |
| 第4回             | 4月25日           | スクリーミング・マッド・ジョージ | 特殊メイクアップアーティスト |
| 第5回             | 5月2日            | 金子修介                         | 映画監督                     |
| 第6回             | 5月9日            | 引田天功                         | イリュージョニスト           |
| 第7回             | 5月16日           | 小林紀晴                         | 写真家                       |
| 第8回             | 5月23日           | 平尾誠二                         | ラグビー日本代表チーム監督   |
| 第9回             | 5月30日           | ドリアン助川                     | 叫ぶ詩人の会メンバー         |
| 第10回            | 6月6日            | さくらももこ                     | 漫画家                       |
| 第11回            | 6月13日           | 武豊                             | 騎手                         |
| 第12回            | 6月20日           | 熊川哲也                         | バレエダンサー               |
| 第13回            | 6月27日           | 飯野賢治                         | ゲームクリエーター           |
| 第14回            | 7月4日            | 浅野忠信                         | 俳優                         |
| 第15回            | 7月11日           | 宮崎駿                           | アニメーション作家           |
| 第16回            | 7月18日           | 俵万智                           | 歌人                         |
| 第17回            | 7月25日           | 千原兄弟                         | 芸人                         |
| 第18回            | 9月5日            | 旭鷲山                           | 大相撲力士                   |
| 第19回            | 9月12日           | 竹中直人                         | 俳優・映画監督               |
| 第20回            | 9月19日           | 小田和正                         | ミュージシャン・映画監督     |
| 第21回            | 9月26日           | 国本武春                         | 浪曲師                       |
| 第22回            | 10月3日           | 佐渡裕                           | 指揮者                       |
| 第23回            | 10月17日          | 平木理化                         | プロテニスプレイヤー         |
| 第24回            | 10月24日          | 大貫妙子                         | ミュージシャン               |
| 第25回            | 10月31日          | 橋口亮輔                         | 映画監督                     |
| 第26回            | 11月7日           | 篠原ともえ                       | タレント                     |
| 第27回            | 11月14日          | 福嶋晃子                         | プロゴルファー               |
| 第28回            | 11月21日          | 米良美一                         | カウンターテナー歌手         |
| 第29回            | 11月28日          | 丸山敬太                         | デザイナー                   |
| 第30回            | 12月5日           | 阿部典史                         | グランプリライダー           |
| 第31回            | 12月12日          | 真矢みき                         | 宝塚歌劇団男役               |

| 1998年 放送リスト | 1998年 放送リスト | 1998年 放送リスト | 1998年 放送リスト          |
| 放送回            | 放送日            | ゲスト            | 肩書き（放送当時）・備考   |
| ----------------- | ----------------- | ----------------- | -------------------------- |
| 第32回            | 1月9日            | CHARA             | ミュージシャン             |
| 第33回            | 1月16日           | 爆笑問題          | コメディアン               |
| 第34回            | 1月23日           | 大西順子          | ジャズピアニスト           |
| 第35回            | 1月30日           | 米村傳治郎        | サイエンス・プロデューサー |
| 第36回            | 2月6日            | 林原めぐみ        | 声優                       |
| 第37回            | 2月13日           | 小松亮太          | バンドネオン奏者           |
| 第38回            | 2月27日           | 錦織健            | オペラ歌手                 |
| 第39回            | 3月6日            | 久石譲            | 作曲家                     |
| 第40回            | 4月3日            | 坂本冬美          | 歌手                       |
| 第41回            | 4月10日           | 周防正行          | 映画監督                   |
| 第42回            | 4月17日           | 杉山愛            | プロテニスプレイヤー       |
| 第43回            | 4月24日           | 敦賀信人          | カーリング選手             |
| 第44回            | 5月1日            | イッセー尾形      | 俳優                       |
| 第45回            | 5月8日            | 市川笑也          | 歌舞伎俳優                 |
| 第46回            | 5月15日           | 吉岡稔真          | 競輪選手                   |
| 第47回            | 5月22日           | 影山ヒロノブ      | 歌手（アニメソング）       |
| 第48回            | 5月29日           | 役所広司          | 俳優                       |
| 第49回            | 6月5日            | 羽生善治          | 棋士                       |
| 第50回            | 6月12日           | 伊秩弘将          | 音楽プロデューサー         |
| 第51回            | 6月19日           | 川原亜矢子        | モデル・俳優               |
| 第52回            | 7月10日           | T.M.Revolution    | ミュージシャン             |
| 第53回            | 7月17日           | 伍芳              | 古筝奏者                   |
| 第54回            | 7月24日           | 中垣内祐一        | バレーボール選手           |
| 第55回            | 7月31日           | 神取忍            | 女子プロレスラー           |
| 第56回            | 9月4日            | 岡田正義          | サッカー国際審判員         |
| 第57回            | 9月11日           | DJ KRUSH          | DJ                         |
| 第58回            | 9月18日           | 中野裕之          | 映像作家                   |
| 第59回            | 9月25日           | 栗秋正寿          | 登山家                     |
| 第60回            | 10月2日           | 宇津木麗華        | ソフトボール選手           |
| 第61回            | 10月9日           | 須川展也          | サックス奏者               |
| 第62回            | 10月16日          | 松下浩二          | 卓球選手                   |
| 第63回            | 10月23日          | Char              | ギタリスト                 |
| 第64回            | 10月30日          | 種田陽平          | 映画美術監督               |
| 第65回            | 11月6日           | Kiroro            | ミュージシャン             |
| 第66回            | 11月13日          | ウルフルズ        | ロックバンド               |
| 第67回            | 11月20日          | 高木康政          | パティシエ                 |
| 第68回            | 11月27日          | 藤原カムイ        | 漫画家                     |

| 1999年 放送リスト | 1999年 放送リスト | 1999年 放送リスト          | 1999年 放送リスト            |
| 放送回            | 放送日            | ゲスト                     | 肩書き（放送当時）・備考     |
| ----------------- | ----------------- | -------------------------- | ---------------------------- |
| 第69回            | 1月8日            | 室井滋                     | 俳優                         |
| 第70回            | 1月15日           | 樫本大進                   | バイオリニスト               |
| 第71回            | 1月22日           | 藤原竜也                   | 俳優                         |
| 第72回            | 1月29日           | 川上憲伸                   | プロ野球選手                 |
| 第73回            | 2月5日            | 小野伸二                   | プロサッカー選手             |
| 第74回            | 2月12日           | 広瀬香美                   | ミュージシャン               |
| 第75回            | 2月19日           | 村治佳織                   | クラシック・ギタリスト       |
| 第76回            | 2月26日           | 樋口真嗣                   | 特技監督                     |
| 第77回            | 3月5日            | ホリ・ヒロシ               | 人形師                       |
| 第78回            | 3月12日           | coba                       | アコーディオンプレイヤー     |
| 第79回            | 3月19日           | 吉田都                     | バレリーナ                   |
| 第80回            | 4月2日            | 伊東浩司                   | 短距離ランナー               |
| 第81回            | 4月9日            | 田辺誠一                   | 俳優                         |
| 第82回            | 4月16日           | 原田哲也                   | グランプリライダー           |
| 第83回            | 4月23日           | 綾戸智絵                   | ジャズシンガー               |
| 第84回            | 4月30日           | 平野啓一郎                 | 作家                         |
| 第85回            | 5月7日            | エレファントカシマシ       | ロックバンド                 |
| 第86回            | 5月14日           | 松井大典                   | ファッションモデル           |
| 第87回            | 5月21日           | 常盤貴子                   | 俳優                         |
| 第88回            | 5月28日           | アンドリュー・マコーミック | ラグビー選手                 |
| 第89回            | 6月4日            | 矢口史靖                   | 映画監督                     |
| 第90回            | 6月11日           | 荻原健司                   | ノルディック複合選手         |
| 第91回            | 6月18日           | 奈良美智                   | 美術作家                     |
| 第92回            | 6月25日           | 矢野顕子                   | ミュージシャン               |
| 第93回            | 7月2日            | 吹越満                     | 俳優                         |
| 第94回            | 7月9日            | ザ・コンボイ               | エンターテインメントグループ |
| 第95回            | 7月16日           | 小野リサ                   | ミュージシャン               |
| 第96回            | 7月23日           | 片山右京                   | レーシングドライバー         |
| 第97回            | 7月30日           | 飯沼誠司                   | プロライフセーバー           |
| 第98回            | 8月27日           | 岡本真夜                   | シンガーソングライター       |
| 第99回            | 9月3日            | 本木雅弘                   | 俳優                         |
| 第100回           | 9月10日           | 櫻井映子                   | CM作曲家                     |
| 第101回           | 9月17日           | 三原康裕                   | シューズデザイナー           |
| 第102回           | 9月24日           | 村上“ポンタ”秀一           | ミュージシャン               |
| 第103回           | 10月1日           | 椎名桔平                   | 俳優                         |
| 第104回           | 10月8日           | 萩原智子                   | 水泳選手                     |
| 第105回           | 10月15日          | 中村橋之助                 | 歌舞伎俳優                   |
| 第106回           | 10月22日          | 上川隆也                   | 俳優                         |
| 第107回           | 10月29日          | 花形狂言少年隊             | 狂言師                       |
| 第108回           | 11月5日           | ジョビジョバ               | お笑い集団                   |
| 第109回           | 11月12日          | 山崎まさよし               | ミュージシャン               |
| 第110回           | 11月19日          | 工藤重典                   | フルート奏者                 |
| 第111回           | 11月26日          | groovisions                | デザイン集団                 |
| 第112回           | 12月3日           | 蛯名正義                   | 騎手                         |

| 2000年 放送リスト | 2000年 放送リスト | 2000年 放送リスト       | 2000年 放送リスト        |
| 放送回            | 放送日            | ゲスト                  | 肩書き（放送当時）・備考 |
| ----------------- | ----------------- | ----------------------- | ------------------------ |
| 第113回           | 1月7日            | 木村大                  | クラシックギタリスト     |
| 第114回           | 1月14日           | ゆず                    | ミュージシャン           |
| 第115回           | 1月21日           | ピエール須田            | 特殊メイクアーティスト   |
| 第116回           | 1月28日           | 小川直也                | プロ格闘家               |
| 第117回           | 2月4日            | 中村俊輔                | プロサッカー選手         |
| 第118回           | 2月11日           | 東儀秀樹                | 雅楽師                   |
| 第119回           | 2月18日           | 三瓶哲男                | 眼鏡デザイナー           |
| 第120回           | 2月25日           | 寺井尚子                | ジャズバイオリニスト     |
| 第121回           | 3月3日            | Little Tempo            | ミュージシャン           |
| 第122回           | 3月10日           | RUMIKO                  | メイクアップアーティスト |
| 第123回           | 3月30日           | BLACK BOTTOM BRASS BAND | ブラスバンド             |
| 第124回           | 4月7日            | 小林桂                  | ジャズボーカリスト       |
| 第125回           | 4月13日           | 若野桂                  | イラストレーター         |
| 第126回           | 4月20日           | 尾上菊之助              | 歌舞伎俳優               |
| 第127回           | 4月27日           | ZEEBRA                  | ヒップホップアーティスト |
| 第128回           | 5月4日            | 白井温紀                | ガーデンデザイナー       |
| 第129回           | 5月11日           | 吉田兄弟                | 津軽三味線奏者           |
| 第130回           | 5月18日           | 金村修                  | 写真家                   |
| 第131回           | 5月25日           | 星野英正                | プロゴルファー           |
| 第132回           | 6月1日            | 清春                    | ミュージシャン           |
| 第133回           | 6月8日            | 渡辺伸一                | スノーボーダー           |
| 第134回           | 6月15日           | 井上雄彦                | 漫画家                   |
| 第135回           | 6月29日           | 前田桂子                | 柔道選手                 |
| 第136回           | 7月6日            | DA PUMP                 | ミュージシャン           |
| 第137回           | 7月13日           | 19                      | ミュージシャン           |
| 第138回           | 7月27日           | 桜庭和志                | プロレスラー             |
| 第139回           | 8月3日            | 織田裕二                | 俳優                     |
| 第140回           | 8月24日           | 小林十市                | バレエダンサー           |
| 第141回           | 8月31日           | 太田真一                | 競輪選手                 |
| 第142回           | 9月7日            | 杉浦正則                | 野球選手                 |
| 第143回           | 10月5日           | 松本隆                  | 作詞家                   |
| 第144回           | 10月12日          | 藤原美智子              | メイクアップアーティスト |
| 第145回           | 10月19日          | 町田康                  | 作家                     |
| 第146回           | 10月26日          | 松尾スズキ              | 演出家・俳優             |
| 第147回           | 11月2日           | 馳星周                  | 作家                     |
| 第148回           | 11月9日           | 田中麗奈                | 俳優                     |
| 第149回           | 11月16日          | 田島貴男                | ミュージシャン           |
| 第150回           | 11月30日          | 広瀬光治                | ニットデザイナー         |
| 第151回           | 12月7日           | THE BOOM                | ロックバンド             |

| 2001年 放送リスト | 2001年 放送リスト | 2001年 放送リスト         | 2001年 放送リスト            |
| 放送回            | 放送日            | ゲスト                    | 肩書き（放送当時）・備考     |
| ----------------- | ----------------- | ------------------------- | ---------------------------- |
| 第152回           | 1月18日           | 平間至                    | 写真家                       |
| 第153回           | 1月25日           | 城島健司                  | プロ野球選手                 |
| 第154回           | 2月1日            | 柳家花緑                  | 落語家                       |
| 第155回           | 2月8日            | 鈴木重子                  | ジャズシンガー               |
| 第156回           | 2月15日           | 諏訪内晶子                | バイオリニスト               |
| 第157回           | 2月22日           | 島崎徹                    | 振付家                       |
| 第158回           | 3月1日            | 氷川きよし                | 演歌歌手                     |
| 第159回           | 3月8日            | 青山真治                  | 映画監督                     |
| 第160回           | 3月15日           | 渡辺美里                  | ミュージシャン               |
| 第161回           | 3月29日           | 忌野清志郎                | ミュージシャン               |
| 第162回           | 4月12日           | 明和電機                  | 総合芸術家                   |
| 第163回           | 4月26日           | 三池崇史                  | 映画監督                     |
| 第164回           | 5月10日           | 伊勢谷友介                | モデル・俳優                 |
| 第165回           | 5月17日           | ゴスペラーズ              | ヴォーカルグループ           |
| 第166回           | 5月24日           | 安野モヨコ                | 漫画家                       |
| 第167回           | 5月31日           | 魔裟斗                    | キックボクサー               |
| 第168回           | 6月7日            | 松たか子                  | 俳優                         |
| 第169回           | 6月14日           | 宮藤官九郎                | 脚本家・俳優                 |
| 第170回           | 6月21日           | 平山ユージ                | プロ・フリークライマー       |
| 第171回           | 6月28日           | 哀川翔                    | 俳優                         |
| 第172回           | 7月5日            | 中澤裕子                  | 歌手                         |
| 第173回           | 7月12日           | 是枝裕和                  | 映画監督                     |
| 第174回           | 8月2日            | 真中瞳                    | 俳優                         |
| 第175回           | 8月23日           | 辻一弘                    | 特殊メイクアップアーティスト |
| 第175回           | 8月23日           | 佐藤琢磨                  | レーシングドライバー         |
| 第175回           | 8月23日           | 松居慶子                  | ピアニスト                   |
| 第175回           | 8月23日           | 青木定治                  | パティシエ                   |
| 第175回           | 8月23日           | 長谷川純                  | 画家                         |
| 第175回           | 8月23日           | 沢穂希                    | サッカー選手                 |
| 第176回           | 8月30日           | 小西康陽                  | ミュージシャン               |
| 第177回           | 9月6日            | 竹内正実                  | テルミニスト                 |
| 第178回           | 9月20日           | 鬼束ちひろ                | 歌手                         |
| 第179回           | 9月27日           | 岩井俊二                  | 映画監督                     |
| 第180回           | 10月4日           | ラーメンズ                | コントグループ               |
| 第181回           | 10月11日          | 窪塚洋介                  | 俳優                         |
| 第182回           | 10月18日          | スガシカオ                | ミュージシャン               |
| 第183回           | 10月25日          | 大萩康司                  | ギタリスト                   |
| 第184回           | 11月1日           | SION                      | ミュージシャン               |
| 第185回           | 11月8日           | 徳山昌守                  | プロボクサー                 |
| 第186回           | 11月15日          | 矢井田瞳                  | シンガーソングライター       |
| 第187回           | 11月22日          | Fantastic Plastic Machine | ミュージシャン               |
| 第188回           | 12月6日           | 木下伸市                  | 津軽三味線奏者               |
| 第189回           | 12月13日          | やなぎみわ                | 現代アート作家               |

| 2002年 放送リスト | 2002年 放送リスト | 2002年 放送リスト | 2002年 放送リスト        |
| 放送回            | 放送日            | ゲスト            | 肩書き（放送当時）・備考 |
| ----------------- | ----------------- | ----------------- | ------------------------ |
| 第190回           | 1月17日           | 尾上辰之助        | 歌舞伎俳優               |
| 第191回           | 1月24日           | 藤木直人          | 俳優・ミュージシャン     |
| 第192回           | 1月31日           | 高橋尚子          | マラソンランナー         |
| 第193回           | 2月7日            | 京極夏彦          | 小説家                   |
| 第194回           | 2月14日           | 城之内ミサ        | 音楽家                   |
| 第195回           | 2月21日           | カヒミ・カリィ    | ミュージシャン           |
| 第196回           | 2月28日           | 富野由悠季        | アニメーション作家       |
| 第197回           | 3月7日            | 氣志團            | ロックグループ           |
| 第198回           | 3月14日           | 大畑大介          | ラグビー選手             |

| 2003年 放送リスト | 2003年 放送リスト | 2003年 放送リスト            | 2003年 放送リスト                  |
| 放送回            | 放送日            | ゲスト                       | 肩書き（放送当時）・備考           |
| ----------------- | ----------------- | ---------------------------- | ---------------------------------- |
| 第199回           | 4月10日           | 一青窈                       | ミュージシャン                     |
| 第200回           | 4月17日           | 押尾コータロー               | ギタリスト                         |
| 第201回           | 4月24日           | 佐藤可士和                   | アートディレクター                 |
| 第202回           | 5月1日            | 氣志團                       | ロックバンド                       |
| 第203回           | 5月8日            | 北村龍平                     | 映画監督                           |
| 第204回           | 5月15日           | 藤原道山                     | 尺八奏者                           |
| 第205回           | 5月22日           | 假屋崎省吾                   | 華道家                             |
| 第206回           | 5月29日           | 首藤康之                     | バレエダンサー                     |
| 第207回           | 6月5日            | 森本晃司                     | アニメーション監督                 |
| 第208回           | 6月12日           | 安床ブラザーズ               | インラインスケーター               |
| 第209回           | 6月19日           | ケラリーノ・サンドロヴィッチ | 劇作家・演出家                     |
| 第210回           | 6月26日           | アン・サリー                 | シンガー                           |
| 第211回           | 7月3日            | PE'Z                         | ジャズバンド                       |
| 第212回           | 7月10日           | 山下敬吾                     | 囲碁棋士                           |
| 第213回           | 7月17日           | 河瀬直美                     | 映画作家                           |
| 第214回           | 7月24日           | 宇野薫                       | 総合格闘家                         |
| 第215回           | 7月31日           | GO!GO!7188                   | ロックバンド                       |
| 第216回           | 8月7日            | 生意気                       | クリエイティブユニット             |
| 第217回           | 9月4日            | THEE MICHELLE GUN ELEPHANT   | ロックバンド                       |
| 第218回           | 9月11日           | 黒沢清                       | 映画監督                           |
| 第219回           | 9月18日           | 森山直太朗                   | 歌手                               |
| 第220回           | 9月25日           | ハロルド作石                 | 漫画家                             |
| 第221回           | 10月2日           | 田臥勇太                     | バスケットボールプレーヤー         |
| 第222回           | 10月9日           | 松永貴志                     | ジャズピアニスト                   |
| 第223回           | 10月16日          | 村山由佳                     | 作家                               |
| 第224回           | 10月23日          | グループ魂                   | ロックバンド                       |
| 第225回           | 10月30日          | 原口智生                     | スペシャルメイクアップアーティスト |
| 第226回           | 11月13日          | 村主章枝                     | フィギュアスケート選手             |
| 第227回           | 11月20日          | SOPHIA                       | ロックバンド                       |
| 第228回           | 11月27日          | 夏まゆみ                     | コレオグラファー                   |
| 第229回           | 12月4日           | MONDO GROSSO                 | ミュージシャン                     |
| 第230回           | 12月11日          | 金森穣                       | 演出振付家・ダンサー               |
| 第231回           | 12月18日          | KICK THE CAN CREW            | ヒップホップグループ               |
| 第232回           | 12月25日          | 中村獅童                     | 歌舞伎俳優                         |

| 2004年 放送リスト | 2004年 放送リスト | 2004年 放送リスト                  | 2004年 放送リスト                          |
| 放送回            | 放送日            | ゲスト                             | 肩書き（放送当時）・備考                   |
| ----------------- | ----------------- | ---------------------------------- | ------------------------------------------ |
| 第233回           | 1月22日           | いつもここから 北陽 ハリガネロック | お笑いNEW WAVE 2004                        |
| 第234回           | 1月29日           | 和田毅                             | プロ野球選手                               |
| 第235回           | 2月5日            | くるり                             | ロックバンド                               |
| 第236回           | 2月12日           | 柴咲コウ                           | 俳優                                       |
| 第237回           | 2月19日           | 江國香織                           | 作家                                       |
| 第238回           | 2月26日           | 大西ユカリ                         | 歌手                                       |
| 第239回           | 3月4日            | 上原彩子                           | ピアニスト                                 |
| 第240回           | 3月11日           | 行定勲                             | 映画監督（本番組のOPを制作したこともある） |
| 第241回           | 4月11日           | 佐藤琢磨                           | F1ドライバー                               |
| 第242回           | 4月18日           | UA                                 | ミュージシャン                             |
| 第243回           | 4月25日           | 丹下紘希                           | 映像作家                                   |
| 第244回           | 5月2日            | ヤノベケンジ                       | アーティスト                               |
| 第245回           | 5月9日            | 庵野秀明                           | 映画監督                                   |
| 第246回           | 5月16日           | 辻口博啓                           | パティシエ                                 |
| 第247回           | 5月23日           | 大植英次                           | 指揮者                                     |
| 第248回           | 5月30日           | 石田衣良                           | 作家                                       |
| 第249回           | 6月6日            | 布袋寅泰                           | ギタリスト                                 |
| 第250回           | 6月13日           | 岡本知高                           | ソプラニスタ                               |
| 第251回           | 6月20日           | 片山正通                           | インテリアデザイナー                       |
| 第252回           | 6月27日           | 大平貴之                           | プラネタリウムクリエーター                 |
| 第253回           | 7月4日            | 妻夫木聡                           | 俳優                                       |
| 第254回           | 7月11日           | AFRA                               | ヒューマンビートボックス奏者               |
| 第255回           | 7月18日           | 安東浩正                           | 冒険サイクリスト                           |
| 第256回           | 7月25日           | 賈鵬芳                             | 二胡奏者                                   |
| 第257回           | 8月1日            | 清川あさみ                         | テキスタイルアーティスト                   |
| 第258回           | 8月8日            | 上野水香                           | バレエダンサー                             |
| 第259回           | 8月15日           | 長塚智広                           | 自転車競技アテネ五輪代表                   |
| 第260回           | 8月29日           | コンドルズ                         | ダンスカンパニー                           |
| 第261回           | 9月5日            | 多嘉睦稔                           | 版画家                                     |
| 第262回           | 10月3日           | 多田琢                             | CMプランナー                               |
| 第263回           | 10月10日          | 栗山千明                           | 俳優                                       |
| 第264回           | 10月17日          | 原田美砂                           | 帽子デザイナー                             |
| 第265回           | 10月31日          | DJ KENTARO                         | DJ                                         |
| 第266回           | 11月7日           | 神田真吾                           | キュッヘンマイスター                       |
| 第267回           | 11月14日          | 吉田秀彦                           | 柔道家                                     |
| 第268回           | 11月21日          | RIP SLYME                          | アーティスト                               |
| 第269回           | 11月28日          | スキマスイッチ                     | ミュージシャン                             |
| 第270回           | 12月5日           | 村田朋泰                           | パペットアニメーション作家                 |
| 第271回           | 12月12日          | ウルフルズ                         | ロックバンド                               |
| 第272回           | 12月19日          | よしもとばなな                     | 作家                                       |

| 2005年 放送リスト | 2005年 放送リスト | 2005年 放送リスト                          | 2005年 放送リスト           |
| 放送回            | 放送日            | ゲスト                                     | 肩書き（放送当時）・備考    |
| ----------------- | ----------------- | ------------------------------------------ | --------------------------- |
| 第273回           | 1月9日            | アンガールズ 劇団ひとり フットボールアワー | お笑い NEW WAVE 2005        |
| 第274回           | 1月16日           | 宇津木えり                                 | デザイナー                  |
| 第275回           | 1月23日           | 笹川美和                                   | シンガーソングライター      |
| 第276回           | 1月30日           | 藤波貴久                                   | トライアル世界チャンピオン  |
| 第277回           | 2月6日            | ハナレグミ                                 | ミュージシャン              |
| 第278回           | 2月13日           | 長塚圭史                                   | 脚本家・演出家・俳優        |
| 第279回           | 2月20日           | 今敏                                       | アニメーション監督          |
| 第280回           | 2月27日           | 清水崇                                     | 映画監督                    |
| 第281回           | 3月6日            | 真島理一郎                                 | 映像作家                    |
| 第282回           | 3月13日           | レミオロメン                               | ロックバンド                |
| 第283回           | 4月10日           | 市川染五郎                                 | 歌舞伎役者                  |
| 第284回           | 4月17日           | サンボマスター                             | ロックバンド                |
| 第285回           | 4月24日           | 小山田大                                   | プロフリークライマー        |
| 第286回           | 5月1日            | 須藤元気                                   | 総合格闘家                  |
| 第287回           | 5月8日            | 渡辺明                                     | 棋士・竜王                  |
| 第288回           | 5月15日           | 井上芳雄                                   | ミュージカル俳優            |
| 第289回           | 5月22日           | 蒼井優                                     | 俳優                        |
| 第290回           | 5月29日           | 梶井照陰                                   | 写真家                      |
| 第291回           | 6月5日            | 新海誠                                     | 映像作家                    |
| 第292回           | 6月12日           | 福井利佐                                   | 切り絵作家                  |
| 第293回           | 6月26日           | 村治奏一                                   | ギタリスト                  |
| 第294回           | 7月3日            | 大島保克                                   | ミュージシャン              |
| 第295回           | 7月10日           | 佐藤オオキ                                 | 建築家・デザイナー          |
| 第296回           | 7月17日           | 福井晴敏                                   | 小説家                      |
| 第297回           | 7月24日           | CLAMP                                      | 漫画家集団（TV初登場）      |
| 第298回           | 7月31日           | ドランクドラゴン                           | お笑いコンビ                |
| 第299回           | 8月7日            | 李鳳宇                                     | 映画プロデューサー          |
| 第300回           | 8月21日           | オダギリジョー                             | 俳優                        |
| 第301回           | 8月28日           | 熊谷和徳                                   | タップダンサー              |
| 第302回           | 9月11日           | タカ・ヒロセ                               | ミュージシャン              |
| 第303回           | 9月25日           | 太田垣悠                                   | ダンサー                    |
| 第304回           | 10月2日           | 上原ひろみ                                 | ジャズピアニスト            |
| 第305回           | 10月9日           | 首藤康之 夏のボーイズクラス                | 首藤康之 夏のボーイズクラス |
| 第306回           | 10月16日          | 木村カエラ                                 | ミュージシャン              |
| 第307回           | 10月23日          | 柴田亜衣                                   | 競泳選手                    |
| 第308回           | 11月13日          | 矢野沙織                                   | アルトサックス奏者          |
| 第309回           | 11月20日          | 柿沼康二                                   | 書家                        |
| 第310回           | 11月27日          | 福永祐一                                   | 騎手                        |
| 第311回           | 12月4日           | 松村しのぶ                                 | 造形作家                    |
| 第312回           | 12月11日          | ナガオカケンメイ                           | デザイナー                  |

| 2006年 放送リスト | 2006年 放送リスト | 2006年 放送リスト   | 2006年 放送リスト                                            |
| 放送回            | 放送日            | ゲスト              | 肩書き（放送当時）・備考                                     |
| ----------------- | ----------------- | ------------------- | ------------------------------------------------------------ |
| 第313回           | 1月8日            | 阿部サダヲ          | 俳優                                                         |
| 第314回           | 1月15日           | 澤田知子            | 写真家                                                       |
| 第315回           | 1月22日           | DEPAPEPE            | ギターデュオ                                                 |
| 第316回           | 1月29日           | 長澤まさみ          | 俳優                                                         |
| 第317回           | 2月5日            | リリー・フランキー  | イラストレーター                                             |
| 第318回           | 2月12日           | 冨田恵一            | 音楽プロデューサー                                           |
| 第319回           | 2月19日           | Crystal Kay         | シンガー                                                     |
| 第320回           | 2月26日           | 箭内道彦            | クリエイティブディレクター                                   |
| 第321回           | 3月5日            | nobodyknows+        | ヒップホップグループ                                         |
| 第322回           | 4月9日            | 北島康介            | 競泳選手                                                     |
| 第323回           | 4月16日           | 趙静                | チェロ奏者                                                   |
| 第324回           | 4月23日           | Goma                | 料理創作ユニット                                             |
| 第325回           | 4月30日           | 向井秀徳            | ミュージシャン                                               |
| 第326回           | 5月7日            | 野村忠宏            | 柔道家                                                       |
| 第327回           | 5月14日           | 手塚貴晴 手塚由比   | 建築家                                                       |
| 第328回           | 5月21日           | 清宮克幸            | サントリーラグビー部サンゴリアス監督                         |
| 第329回           | 6月4日            | 野狐禅              | ミュージシャン                                               |
| 第330回           | 6月11日           | アンジェラ・アキ    | シンガーソングライター                                       |
| 第331回           | 6月18日           | 宇多田ヒカル        | 音楽家                                                       |
| 第332回           | 6月25日           | 皆川明              | ファッションデザイナー                                       |
| 第333回           | 7月9日            | SOIL&"PIMP"SESSIONS | ジャズバンド                                                 |
| 第334回           | 7月16日           | 東信                | フラワーアーティスト                                         |
| 第335回           | 7月23日           | 束芋                | 現代美術作家                                                 |
| 第336回           | 7月30日           | 湯川潮音            | シンガーソングライター                                       |
| 第337回           | 8月20日           | 金聖響              | 指揮者                                                       |
| 第338回           | 8月27日           | 森山開次            | ダンサー                                                     |
| 第339回           | 9月3日            | SEAMO               | ヒップホップアーティスト                                     |
| 第340回           | 9月10日           | サクラヤスユキ      | アーティスト                                                 |
| 第341回           | 9月17日           | 森麻季              | ソプラノ歌手                                                 |
| 第342回           | 10月1日           | AI                  | シンガー                                                     |
| 第343回           | 10月8日           | 片岡愛之助          | 歌舞伎俳優                                                   |
| 第344回           | 10月15日          | 黄瀬徳彦 唐津裕美   | 家具デザイナー                                               |
| 第345回           | 10月22日          | SOIL&"PIMP"SESSIONS | ジャズバンド                                                 |
| 第346回           | 11月5日           | エドツワキ          | アーティスト                                                 |
| 第347回           | 11月12日          | FROGMAN             | 映像クリエーター（2007年度の本番組のOPアニメーションを担当） |
| 第348回           | 11月19日          | CHEMISTRY           | シンガー                                                     |
| 第349回           | 11月26日          | 本城直季            | 写真家                                                       |
| 第350回           | 12月3日           | 沖仁                | フラメンコギタリスト                                         |
| 第351回           | 12月10日          | 松嶋啓介            | オーナーシェフ                                               |
| 第352回           | 12月17日          | Aqua Timez          | ロックバンド                                                 |

| 2007年 放送リスト | 2007年 放送リスト | 2007年 放送リスト   | 2007年 放送リスト                  |
| 放送回            | 放送日            | ゲスト              | 肩書き（放送当時）・備考           |
| ----------------- | ----------------- | ------------------- | ---------------------------------- |
| 第353回           | 1月14日           | BoA                 | シンガー                           |
| 第354回           | 1月21日           | 小菅優              | ピアニスト                         |
| 第355回           | 1月28日           | 合田経郎            | アニメーション作家                 |
| 第356回           | 2月4日            | YUI                 | シンガーソングライター             |
| 第357回           | 2月11日           | 下地勇              | ミュージシャン                     |
| 第358回           | 2月18日           | 梶谷好孝            | ジュエリー作家                     |
| 第359回           | 3月4日            | Bugs Under Groove   | ダンスエンターテインメントグループ |
| 第360回           | 3月11日           | 五月女ケイ子        | イラストレーター                   |
| 第361回           | 4月7日            | コブクロ            | ミュージシャン                     |
| 第362回           | 4月14日           | TEAM NACS           | 演劇ユニット                       |
| 第363回           | 4月21日           | 水鳥寿思            | 体操選手                           |
| 第364回           | 4月28日           | レ・フレール        | ピアノデュオ                       |
| 第365回           | 5月5日            | 劇団ひとり          | 芸人                               |
| 第366回           | 5月12日           | 本谷有希子          | 劇作家・演出家・小説家             |
| 第367回           | 5月19日           | ストレイテナー      | ロックバンド                       |
| 第368回           | 6月2日            | 棚田康司            | 彫刻家                             |
| 第369回           | 6月9日            | 服部有吉            | ダンサー・振付家                   |
| 第370回           | 6月30日           | 渡辺あや            | 脚本家                             |
| 第371回           | 7月7日            | 豊竹咲甫大夫        | 文楽太夫                           |
| 第372回           | 7月14日           | 中孝介              | シンガー                           |
| 第373回           | 7月21日           | 高橋智隆            | ロボットクリエイター               |
| 第374回           | 7月28日           | 藤原竜也            | 俳優                               |
| 第374回           | 7月28日           | 田中麗奈            | 俳優                               |
| 第374回           | 7月28日           | 小林紀晴            | 写真家                             |
| 第374回           | 7月28日           | 熊川哲也            | バレエダンサー                     |
| 第374回           | 7月28日           | 武豊                | 騎手                               |
| 第375回           | 8月4日            | 佐々部清            | 映画監督                           |
| 第376回           | 8月25日           | 山口晃              | 画家                               |
| 第377回           | 9月1日            | 瀧本幹也            | 写真家                             |
| 第378回           | 9月8日            | サキタハヂメ        | のこぎり音楽演奏家                 |
| 第379回           | 9月15日           | 白石康次郎          | 海洋冒険家                         |
| 第380回           | 9月29日           | 岩谷俊和            | ファッションデザイナー             |
| 第381回           | 10月6日           | 森見登美彦          | 小説家                             |
| 第382回           | 10月13日          | チャットモンチー    | ロックバンド                       |
| 第383回           | 10月20日          | 村松崇継            | 作曲家・ピアニスト                 |
| 第384回           | 11月3日           | 土屋アンナ          | モデル                             |
| 第385回           | 11月10日          | 小椋久美子 潮田玲子 | バドミントン選手                   |
| 第386回           | 11月17日          | 琉球ディスコ        | テクノバンド                       |
| 第387回           | 12月1日           | 前田知洋            | クロースアップマジシャン           |
| 第388回           | 12月8日           | 中村拓志            | 建築家                             |
| 第389回           | 12月15日          | ラレコ              | ウェブアニメーター                 |

| 2008年 放送リスト | 2008年 放送リスト | 2008年 放送リスト | 2008年 放送リスト          |
| 放送回            | 放送日            | ゲスト            | 肩書き（放送当時）・備考   |
| ----------------- | ----------------- | ----------------- | -------------------------- |
| 第390回           | 1月5日            | 康本雅子          | ダンサー・振付家           |
| 第391回           | 1月12日           | 野口孝仁          | マガジンデザイナー         |
| 第392回           | 1月19日           | 鈴木康広          | アーティスト               |
| 第393回           | 2月2日            | 鈴木啓太          | プロサッカー選手           |
| 第394回           | 2月9日            | モンキーマジック  | ロックバンド               |
| 第395回           | 2月23日           | いきものがかり    | ミュージシャン             |
| 第396回           | 3月1日            | 山本貴司          | 競泳選手                   |
| 第397回           | 3月8日            | 桜庭一樹          | 小説家                     |
| 第398回           | 3月15日           | 高松聡            | クリエイティブディレクター |
| 第399回           | 4月7日            | KREVA             | ヒップホップアーティスト   |
| 第400回           | 4月14日           | Perfume           | テクノポップユニット       |
| 第401回           | 4月21日           | 山崎貴            | 映画監督                   |
| 第402回           | 4月28日           | 笹本玲奈          | ミュージカル俳優           |
| 第403回           | 5月12日           | 上山容弘          | トランポリン選手           |
| 第404回           | 5月19日           | 宮﨑大輔          | ハンドボール選手           |
| 第405回           | 5月26日           | ACIDMAN           | ロックバンド               |
| 第406回           | 6月2日            | 平野綾            | 声優                       |
| 第407回           | 6月9日            | 梅佳代            | 写真家                     |
| 第408回           | 6月16日           | 絢香              | シンガー                   |
| 第409回           | 7月14日           | 椎名林檎          | 音楽家                     |
| 第410回           | 7月21日           | 桂吉弥            | 落語家                     |
| 第411回           | 8月25日           | 瑛太              | 俳優                       |
| 第412回           | 9月1日            | しりあがり寿      | 漫画家                     |
| 第413回           | 9月8日            | 有川浩            | ライトノベル作家           |
| 第414回           | 9月15日           | 古屋雄作          | 映像ディレクター           |
| 第415回           | 9月22日           | 千原ジュニア      | お笑い芸人                 |
| 第416回           | 9月29日           | 寄藤文平          | アートディレクター         |
| 第417回           | 10月13日          | 永作博美          | 俳優                       |
| 第418回           | 10月20日          | 藤間勘十郎        | 歌舞伎舞踊振付家           |
| 第419回           | 10月27日          | 尾川智子          | プロフリークライマー       |
| 第420回           | 11月3日           | 京谷和幸          | 車いすバスケットボール選手 |
| 第421回           | 11月10日          | 秦基博            | シンガーソングライター     |
| 第422回           | 11月17日          | 宮﨑あおい        | 俳優                       |
| 第423回           | 11月24日          | 西原理恵子        | 漫画家                     |
| 第424回           | 12月1日           | 市原ひかり        | ジャズトランペッター       |
| 第425回           | 12月8日           | 太田雄貴          | フェンシング選手           |
| 第426回           | 12月15日          | 朝原宣治          | 北京五輪銅メダリスト       |

| 2009年 放送リスト | 2009年 放送リスト | 2009年 放送リスト    | 2009年 放送リスト        |
| 放送回            | 放送日            | ゲスト               | 肩書き（放送当時）・備考 |
| ----------------- | ----------------- | -------------------- | ------------------------ |
| 第427回           | 1月5日            | 成宮寛貴             | 俳優                     |
| 第428回           | 1月12日           | マイケル・アリアス   | 映画監督                 |
| 第429回           | 1月19日           | 三浦皇成             | 騎手                     |
| 第430回           | 1月26日           | 森本千絵             | アートディレクター       |
| 第431回           | 2月2日            | 成海璃子             | 俳優                     |
| 第432回           | 2月16日           | JUJU                 | シンガー                 |
| 第433回           | 2月23日           | トネリコ             | インテリアデザイナー     |
| 第434回           | 3月2日            | 黒木メイサ           | 俳優                     |
| 第435回           | 3月16日           | HOME MADE 家族       | ヒップホップユニット     |
| 第436回           | 4月3日            | TAKURO               | ミュージシャン（GLAY）   |
| 第437回           | 4月10日           | 綾瀬はるか           | 俳優                     |
| 第438回           | 4月17日           | チュートリアル       | 漫才師                   |
| 第439回           | 5月1日            | 加藤久仁生           | アニメーション作家       |
| 第440回           | 5月8日            | トーチカ             | アーティスト             |
| 第441回           | 5月15日           | 杏                   | モデル・俳優             |
| 第442回           | 6月5日            | 篠宮龍三             | プロフリーダイバー       |
| 第443回           | 6月12日           | 玉木宏               | 俳優・歌手               |
| 第444回           | 6月19日           | 西川美和             | 映画監督                 |
| 第445回           | 7月10日           | キマグレン           | ミュージシャン           |
| 第446回           | 7月17日           | 張栩                 | 囲碁棋士                 |
| 第447回           | 8月7日            | 庄司紗矢香           | バイオリニスト           |
| 第448回           | 9月4日            | 小栗旬               | 俳優                     |
| 第449回           | 9月11日           | 細田守               | アニメーション映画監督   |
| 第450回           | 9月18日           | 吉俣良               | 作曲家・編曲家           |
| 第451回           | 10月9日           | 中村祥子             | バレエダンサー           |
| 第452回           | 10月16日          | 怒髪天               | ロックバンド             |
| 第453回           | 11月6日           | 藤本壮介             | 建築家                   |
| 第454回           | 11月13日          | 小池徹平             | 俳優・ミュージシャン     |
| 第455回           | 11月20日          | 次長課長             | お笑い芸人               |
| 第456回           | 12月4日           | 山尾洋史 山尾恭子    | タンゴダンサー           |
| 第457回           | 12月11日          | 中村佑介             | イラストレーター         |
| 第458回           | 12月18日          | クリスマススペシャル | クリスマススペシャル     |

| 2010年 放送リスト | 2010年 放送リスト | 2010年 放送リスト     | 2010年 放送リスト        |
| 放送回            | 放送日            | ゲスト                | 肩書き（放送当時）・備考 |
| ----------------- | ----------------- | --------------------- | ------------------------ |
| 第459回           | 1月8日            | 前野博紀              | 華道家                   |
| 第460回           | 1月15日           | 西岡利晃              | プロボクサー             |
| 第461回           | 2月5日            | 岩隈久志              | プロ野球選手             |
| 第462回           | 2月12日           | 9mm Parabellum Bullet | ロックバンド             |
| 第463回           | 2月19日           | 北村一輝              | 俳優                     |
| 第464回           | 3月5日            | レスリー・キー        | 写真家                   |
| 第465回           | 3月12日           | トクマルシューゴ      | ミュージシャン           |
| 第466回           | 4月3日            | 岡村隆史              | お笑い芸人               |
| 第467回           | 4月10日           | 大森南朋              | 俳優                     |
| 第468回           | 4月17日           | 川上未映子            | 作家                     |
| 第469回           | 5月1日            | 西野カナ              | シンガー                 |
| 第470回           | 5月8日            | 三沢厚彦              | 彫刻家                   |
| 第471回           | 5月22日           | 長島圭一郎            | スピードスケート選手     |
| 第472回           | 5月29日           | ワカマツタダアキ      | アクセサリーデザイナー   |
| 第473回           | 6月5日            | FUNKY MONKEY BABYS    | ヒップホップユニット     |
| 第474回           | 6月12日           | NON STYLE             | お笑いコンビ             |
| 第475回           | 6月19日           | 寺島しのぶ            | 俳優                     |
| 第476回           | 7月10日           | 百武朋                | 特殊メイクデザイナー     |
| 第477回           | 8月7日            | 道尾秀介              | 作家                     |
| 第478回           | 8月21日           | 福山雅治              | 俳優・歌手               |
| 第479回           | 8月28日           | 松井冬子              | 画家                     |
| 第480回           | 9月4日            | 高良健吾              | 俳優                     |
| 第481回           | 9月11日           | 三浦一馬              | バンドネオン奏者         |
| 第482回           | 9月18日           | 西村雄一              | サッカー国際主審         |
| 第483回           | 9月25日           | 李相日                | 映画監督                 |
| 第484回           | 10月30日          | 国枝慎吾              | 車いすテニス選手         |
| 第485回           | 11月6日           | 松尾たいこ            | イラストレーター         |
| 第486回           | 11月13日          | 松山ケンイチ          | 俳優                     |
| 第487回           | 11月20日          | 松山ケンイチ          | 俳優                     |
| 第488回           | 11月27日          | バカリズム            | お笑い芸人               |
| 第489回           | 12月11日          | 高須光聖              | 放送作家                 |

| 2011年 放送リスト | 2011年 放送リスト | 2011年 放送リスト | 2011年 放送リスト        |
| 放送回            | 放送日            | ゲスト            | 肩書き（放送当時）・備考 |
| ----------------- | ----------------- | ----------------- | ------------------------ |
| 第490回           | 1月8日            | 井山裕太          | 囲碁棋士                 |
| 第491回           | 1月15日           | 杉内俊哉          | プロ野球選手             |
| 第492回           | 1月22日           | 荻上直子          | 映画監督                 |
| 第493回           | 1月29日           | 日野晃博          | ゲームクリエイター       |
| 第494回           | 2月5日            | パラモデル        | アートユニット           |
| 第495回           | 3月19日           | サカナクション    | ロックバンド             |
| 第496回           | 3月26日           | 児玉裕一          | 映像ディレクター         |

## スタッフ

### プロデューサー
- 石原真（2001年4月12日 - 2003年6月）
- 亀谷精一（2003年6月 - 2006年4月）
- 本澤幹央（2006年4月 - 2006年6月）
- 田熊邦光（2006年6月 - 2007年6月）
- 市谷壮（2007年6月 - 2008年6月）
- 亀谷精一（2008年6月 - 2009年6月）
- 福田貴美子（2009年6月 - 2011年3月）